# Аутоматска пушка
Аутоматска пушка је аутоматско оружје велике ватрене моћи, великог капацитета и мале тежине. Дејствује јединачно или аутоматски. Код неких модела поред ова два начина дејства, раздвајач паљбе нуди и треће: кратким рафалом.
Аутоматска пушка данас представља уобичајено пешадијско оружје. Користи такозвану средњу пушчану муницију малог калибра и велике почетне брзине, која има веће барутно пуњење од пиштољске али мање од пушчане и митраљеске. Функционише на принципу позајмице барутних гасова. Битна одлика свих јуришних пушака је рукохват у стилу пиштоља интегрисан са обарачом, који омогућава бољу контролу оружја и већу стабилност при рафалној паљби. Карактерише је брзо измењиви оквир, ређе добош, великог капацитета, обично око 25 до 35 метака.
Оквир је најчешће испред рукохвата и механизма за окидање, мада код неких пушака може бити и иза. У том случају се ради о булпап конфигурацији. Ова конфигурација омогућава оружју да буде релативно кратко, а да при томе задржи дугу цев, што омогућава већу прецизност и почетну брзину зрна. Оквир се код ове врсте пушака налази у кундаку оружја.
Аутоматска пушка је намењена за дејства на даљинама од око 400 метара, а најбољи резултати се постижу кратким рафалима.

## Јуришна пушка
Термин јуришна пушка се генерално приписује Адолфу Хитлеру, који је користио немачку реч Sturmgewehr (која се преводи као „јуришна пушка“) као нови назив за МП 43 (Maschinenpistole), касније познат као Штурмгевер 44. Савезничка пропаганда је сугерисала да је име изабрано у пропагандне сврхе, али је главна сврха била да се Штурмгевер разликује од немачких аутомата као што је МП 40.
Међутим, сугерисано је да је Heereswaffenamt одговоран за име Стурмгевехр, и да Хитлер није имао никакав допринос осим што је потписао производни налог. Штавише, Хитлер се у почетку противио идеји о новој пешадијској пушци, пошто Немачка није имала индустријски капацитет да замени 12.000.000 Карабинер 98к пушака које су већ биле у употреби, само се предомислио када је то видео из прве руке.
СтГ 44 се генерално сматра првом селективном војном пушком која је популаризовала концепт јуришне пушке. Данас се термин јуришна пушка користи да дефинише ватрено оружје које дели исте основне карактеристике као СтГ 44.

## Карактеристике
Војска САД дефинише јуришне пушке као „кратко, компактно оружје селективне паљбе које испаљује метак средње снаге између митраљеза и пушака“.

### AK-47
Попут Немаца, на Совјете је утицало искуство које показује да се већина борбених сукоба одвија у кругу од 400 m (1.300 ft) и да су њихови војници били стално надјачани од стране тешко наоружаних немачких трупа, посебно оних наоружаних јуришним пушкама Стурмгевер 44. Дана 15. јула 1943. године пред Народним комесаријатом оружја СССР-а демонстриран је Штурмгевер. Совјети су били толико импресионирани Штурмгевером, да су одмах почели да развијају сопствену аутоматску пушку средњег калибра, која ће заменити веома застареле пушке Мосин-Наган и пушкомитраљезе Шпагин ППш-41 који су наоружавали већину Црвене армије.
Совјети су убрзо развили метак М43 калибра 7,62×39 mm, који је први пут коришћен у полуаутоматском карабину СКС и лаком митраљезу РПД.АК-47 је финализован, усвојен и ушао у широку употребу у совјетској војсци почетком 1950-их. Његова ватрена моћ, лакоћа употребе, ниски трошкови производње и поузданост били су савршено прикладни за нове доктрине мобилног ратовања Црвене армије. Шездесетих година 20. века, Совјети су представили лаки митраљез РПК, који је и сам био оружје типа АК-47 са двоношцем, јачим пријемником и дужом, тежом цеви, који ће на крају заменити лаки митраљез РПД. На АК-47 оружју се континуирано радило и побољшавало. АКМ, АК-74 и АК-12 је дизајнирао Михаил Калашњиков, и све су биле службене пушке у Совјетском Савезу и каснијој Руској федерацији.
АК-47 се нашироко испоручивао или продавао државама савезницима СССР-а, а нацрти су дељени са неколико пријатељских нација (Народна Република Кина се међу њима издваја са Типом 56). Као резултат тога, произведено је више оружја типа АК од свих осталих јуришних пушака заједно. Од 2004. године, „од процењених 500 милиона комада ватреног оружја широм света, око 100 милиона припада породици Калашњиков, од којих су три четвртине АК-47”.

## Примери
АК-47 (Русија) и М16 (САД) су најпознатији примери јуришних пушака. Од других, познати су FN F2000, H&K G36, FAMAS, Steyr AUG, SIG SG 550, FN FNC, ИМИ Галил, АК-74...
У Србији Застава оружје производи више типова јуришних пушака калибра 7,62×39 mm, 5,56×45 mm и 7,62×51 mm НАТО, заснованих на предлошку АК-47. Најраспрострањенији су модели М70 и М21.